# Sov Dorn
Sov (Sao, Saov) Dorn (ur. 2 stycznia 1989) – kambodżański zapaśnik w stylu wolnym i klasycznym.
Zajął dziewiąte miejsce na igrzyskach azjatyckich w 2014. Złoty i srebrny medalista igrzysk Azji Południowo-Wschodniej w 2013, srebrny w 2023 i brązowy w 2007, 2009 i 2019. Trzeci na mistrzostwach Azji Południowo-Wschodniej w 2022 i 2023 roku. 